# Ubarts
Ubarts (vitryska: Убарць) är ett vattendrag i Belarus, på gränsen till Ukraina. Det ligger i den centrala delen av landet, 210 km söder om huvudstaden Minsk.
I omgivningarna runt Ubarts växer i huvudsak blandskog. Runt Ubarts är det ganska tätbefolkat, med 72 invånare per kvadratkilometer.